# Лаптева, Валентина Вячеславовна
Валентина Вячеславовна Лаптева (1900 — 1980) — советский хозяйственный, государственный и политический деятель.

## Биография
Родилась в 1900 году в Сухиничах.
С 1919 года — на хозяйственной, общественной и политической работе. В 1919—1967 гг. — учительница начальных классов деревни Полевая Палата Щигровского уезда, учительница и заведующая начальной школы деревни Колодезьки Крутовского сельского Совета, Щигровской школы имени В. И. Ленина, Нижнедевицкой сельской образцовой школы Воронежской области, корреспондент АПН СССР, член-корреспондент Московского научно-исследовательского института, учительница сельской Стрелецкой начальной школы в Лебедянском районе, школы № 1 города Моршанска, учительница и заведующая Лебедянской городской начальной школы.
Избиралась депутатом Верховного Совета РСФСР 3-го и 4-го созывов.
Умерла в 1980 году в Лебедяни.